# Margaret Simpson
Margaret Esi Simpson, ganska atletinja, * 31. december 1981, Kumasi, Gana.
Nastopila je na poletnih olimpijskih igrah leta 2004, kjer je dosegla deveto mesdto v sedmeroboju. Na svetovnih prvenstvih je v isti disciplini osvojila bronasto medaljo leta 2005, na afriških prvenstvih tri naslove prvakinje, na igrah Skupnosti narodov pa bronasto medaljo leta 2002.